# کواوتیتلان
کواوتیتلان (به اسپانیایی: Cuautitlán) از شهرهای کشور مکزیک است که در ایالت استادو د مخیکو قرار دارد و جمعیت آن طبق سرشماری سال ۲۰۱۰ میلادی ۱۳۶٬۳۲۶ نفر بوده است.